# Filip Mihaljević
Filip Mihaljević, född 31 juli 1994, är en kroatisk friidrottare som tävlar i kulstötning.

## Karriär
Vid europamästerskapen i friidrott 2022 tog Mihaljević guld i kulstötning. Vid europeiska spelen 2023 tog han silver i samma gren.